# Хигрометар
Хигрометар је алат за мерење апсолутне или релативне влажности (тј. удела водене паре) у некој хемијској материји, најчешће у гасовима, а посебно у ваздуху. Заснива се на различитим појавама:
- на хигроскопским особинама неких материја, +на пример животињске опне или људске косе, која се у влажнијем ваздуху издужује, а у сувљем стеже (хигрометар с косом);
- на апсорпцији водене паре из познате количине гаса; влажност се одређује вагањем апсорбиране паре (апсолутно одређивање влаге или апсолутна влажност);
- на кондензацији, односно одређивање тачке росе; гас се охлађује дотле док не наступи кондензација водене паре, која се спушта у облику росе; температура код које се то догађа (тачка росе) зависи од влажности гаса (на пример Даниелов хигрометар);
- на психометрији, тј. одређивање разлике у температури двају термометара у струји околног ваздуха, од којих је један суви а другоме је посудица са живом наквашена водом; разлика зависи од релативне влажности ваздуха (психрометар);
- на промени електричне проводљивости неког електролита, на пример литијум хлорида (електролитни хигрометар)

При температурама нижим од 0 °C, одређивање релативне влаге хигрометром даје тачније резултате од психрометра.

## Врсте хигрометара

### Механички хигрометар
Механички хигрометар има нити од хигроскопне органске материје (на пример људску косу), које се променом влажности продужују или скраћују, што се преноси.

### Апсорпцијски хигрометар
Апсорпцијски хигрометар заснива се на промени масе тела од хигроскопне материје.

### Електрични хигрометар
Електрични хигрометар се заснива на промени електричног отпора или диелектричности материје.

### Психрометар
Психрометар је врста хигрометра, алата за мерење влажности ваздуха. Састоји се од двају једнаких, прецизних термометара; једноме је посудица са живом слободна (суви термометар), а другоме је обавијена мокром крпицом (мокри термометар). Како се за испаравање троши топлота, вредност температуре на мокром термометру је нижа од оне на сувоме, осим онда када је ваздух засићен воденом паром, па су обје вредности једнаке. Што је ваздух сувљи, то је разлика температура већа. Из температурних података оба термометра и познате вредности ваздушног притиска одређује се притисак водене паре, а одатле и величине које одређују влажност ваздуха (релативна влажност, апсолутна влажност и друго). Психрометар се држи у термометријској метеоролошкој станици како ви се заштитио од директног топлотног зрачења околине. 

## Хигрометрија
Хигрометрија је мерење апсолутне или релативне влажности (тј. удела водене паре) у некој материји, најчешће у гасовима, а посебно у ваздуху. Примењује се у метеорологији, при планирању загријавања, вентилације и климатизације затворених простора и друго. Хигрометријски мерни инструменти јесу хигрометри. 